# Chi Dướng
Chi Dướng (danh pháp khoa học: Broussonetia) là một chi của khoảng 4 loài cây thân gỗ trong họ Dâu tằm (Moraceae), có nguồn gốc từ Đông Á. Khu vực sinh sống: Đông Á và các đảo trên Thái Bình Dương. 

## Các loài
- Broussonetia kaempferi
- Broussonetia kazinoki
- Broussonetia kurzii
- Broussonetia papyrifera

## Sử dụng
Vỏ cây của một số loài như dướng (Broussonetia papyrifera) được dùng trong sản xuất giấy. Gỗ được dùng đóng đồ gỗ còn lá và quả đôi khi được dùng trong y học.

## Hình ảnh

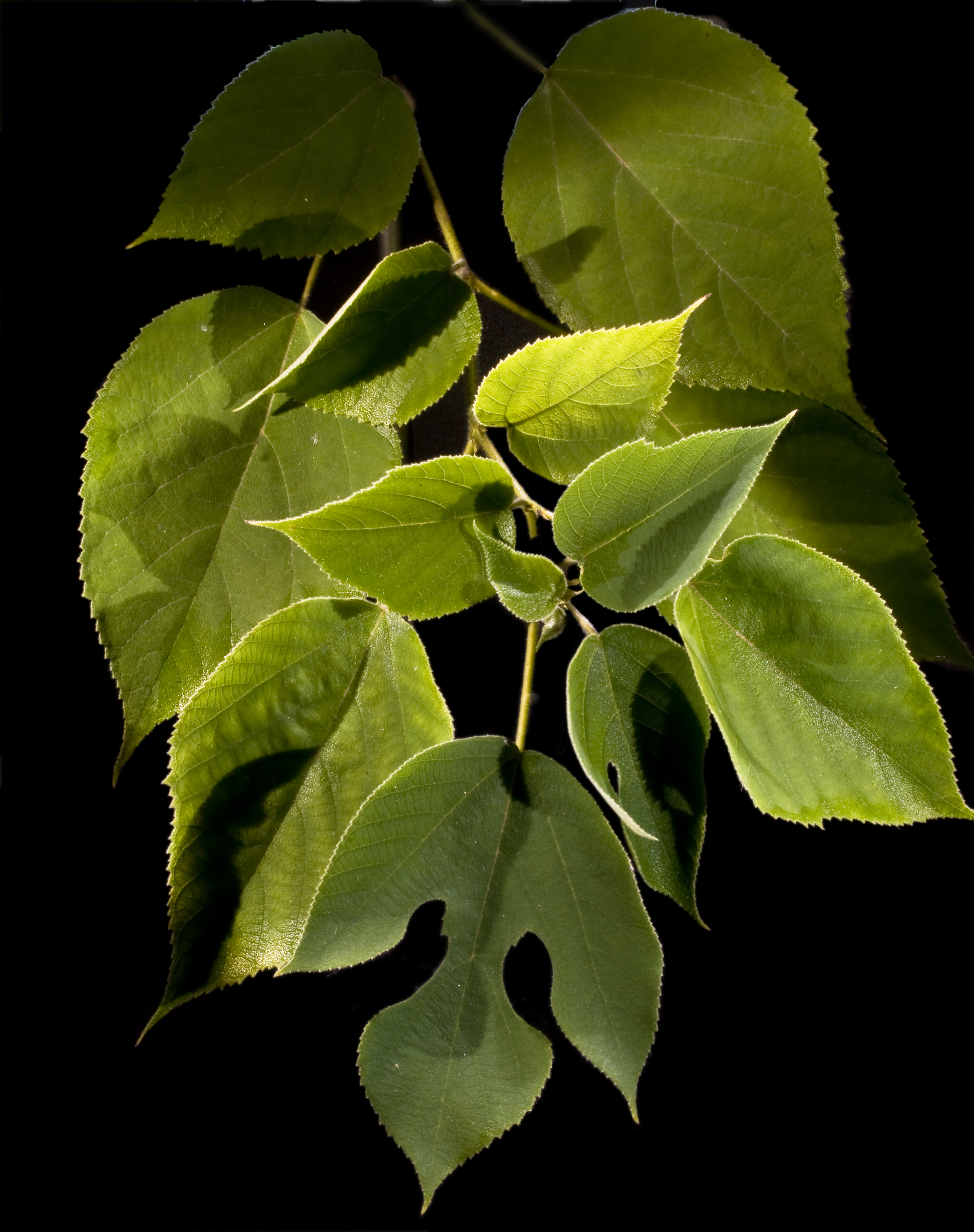
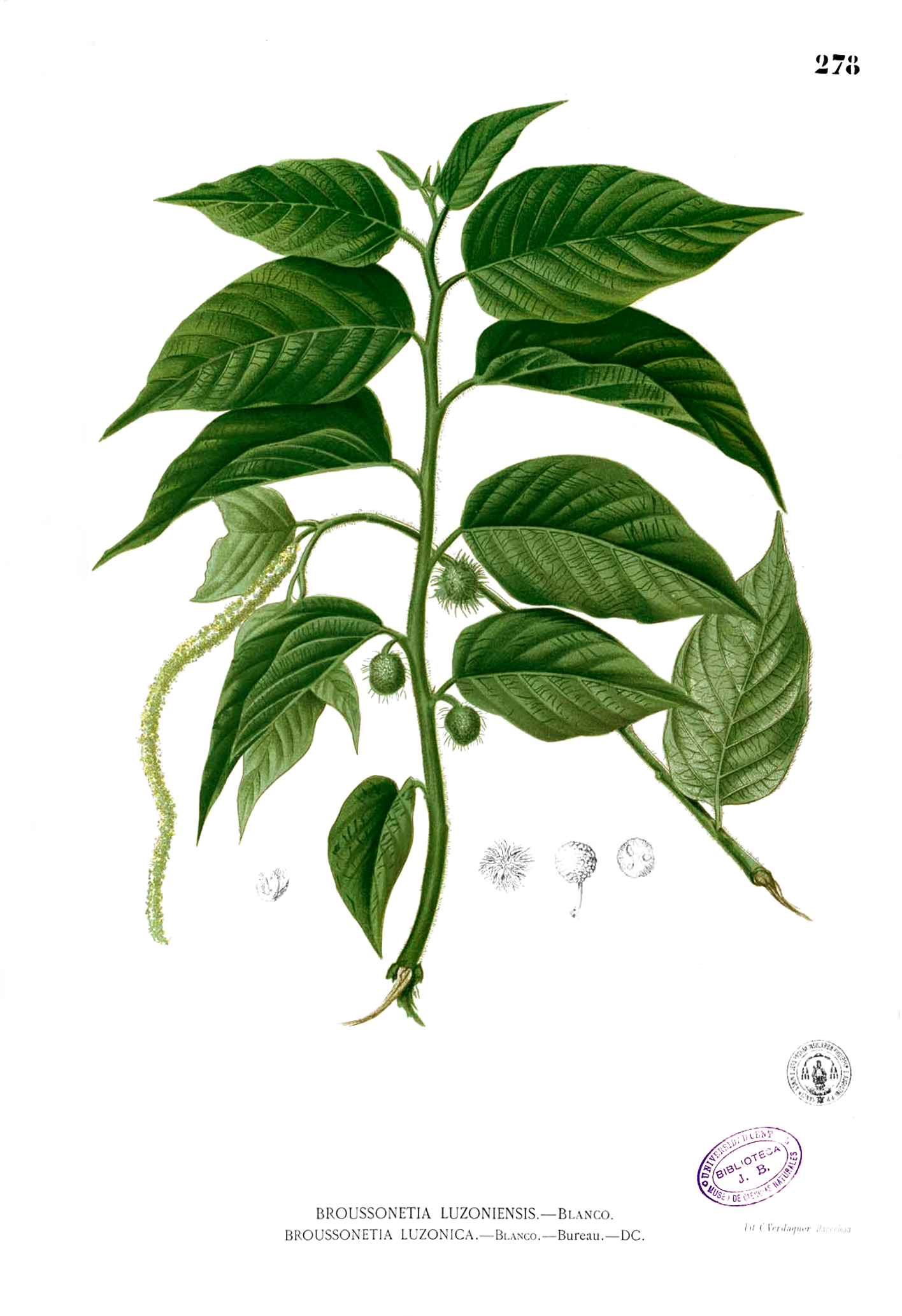
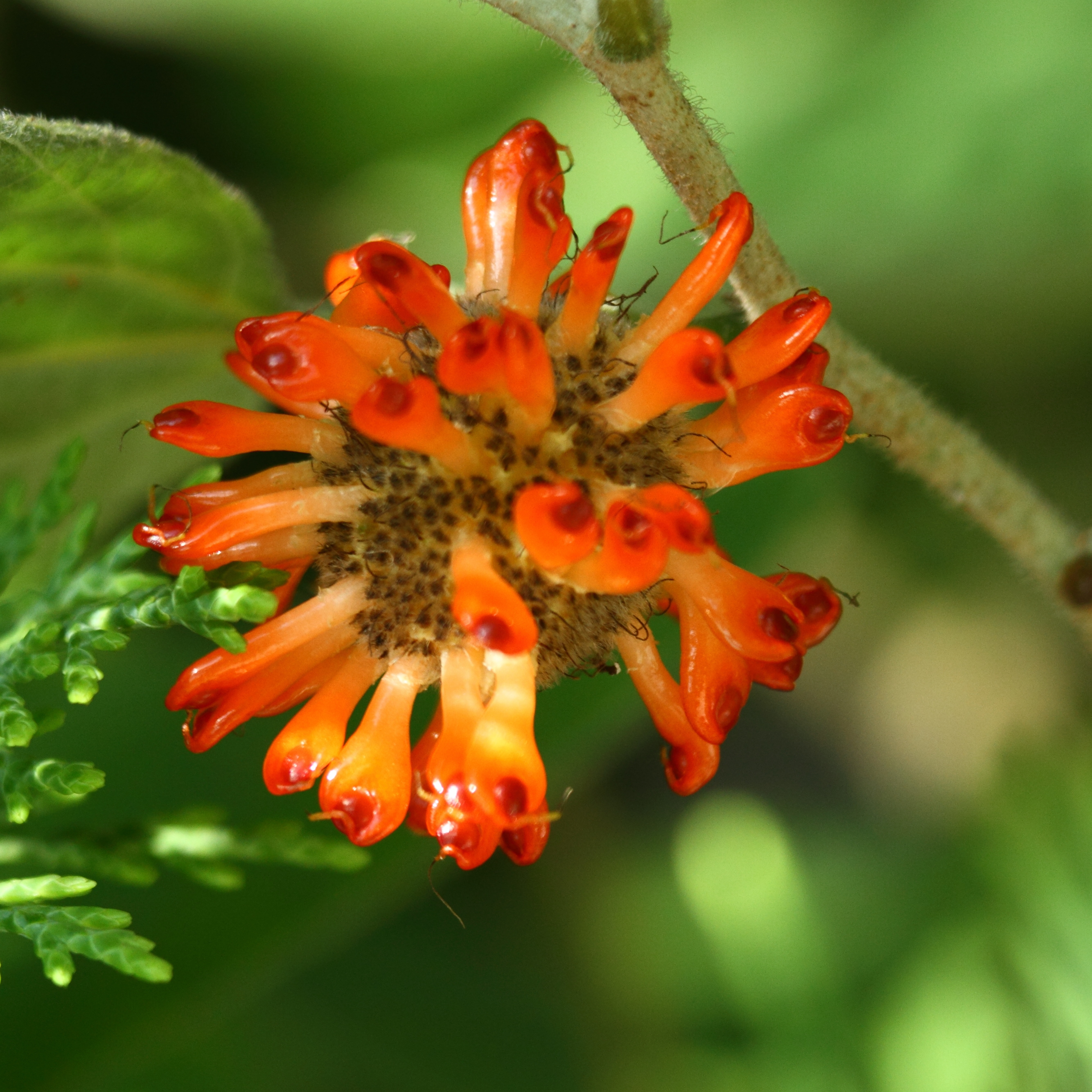